# 24 Heures du Mans 1991
Navigation
Édition précédente Édition suivante
Les 24 Heures du Mans 1991 sont la 59e édition de l'épreuve et se déroulent les 22 et 23 juin 1991 sur le circuit de la Sarthe. Cette course est la quatrième manche du Championnat du monde des voitures de sport 1991 (WSC - World Sportscar Championship).

## Nombre de pilotes qualifiés pour la course
112 pilotes se qualifient pour ces cinquante-neuvièmes 24 Heures du Mans mais ce sont 111 d'entre eux qui seront au départ de l'épreuve à la suite du retrait de deux voitures. Du côté des participations féminines, trois pilotes sont au volant pour cette édition 1991 et formeront l'unique équipage féminin.
| 27 Français     | 19 Britanniques | 12 Allemands | 8 Italiens    | 6 Suédois    |
| 6 Suisses       | 5 Japonais      | 4 Américains | 3 Autrichiens | 3 Finlandais |
| 3 Sud-Africains | 2 Belges        | 2 Brésiliens | 2 Canadiens   | 2 Danois     |
| 2 Néerlandais   | 1 Argentin      | 1 Espagnol   | 1 Irlandais   | 1 Marocain   |
| 1 Mexicain      | 1 Norvégien     |              |               |              |

## Déroulement de la course

### Classements intermédiaires
| Pos. | Après la 1re heure | Après la 1re heure                                                                   | Après 6 heures | Après 6 heures                                                                       | Après 12 heures | Après 12 heures                                                                      | Après 18 heures | Après 18 heures                                                                      |
| Pos. | n°                 | Voiture / Pilotes                                                                    | n°             | Voiture / Pilotes                                                                    | n°              | Voiture / Pilotes                                                                    | n°              | Voiture / Pilotes                                                                    |
| ---- | ------------------ | ------------------------------------------------------------------------------------ | -------------- | ------------------------------------------------------------------------------------ | --------------- | ------------------------------------------------------------------------------------ | --------------- | ------------------------------------------------------------------------------------ |
| 1    | 6                  | Peugeot Talbot Sport Peugeot 905 (C1) Rosberg - Dalmas - Raphanel                    | 1              | Team Sauber Mercedes Mercedes-Benz C11 (C2) Schlesser - Mass - Ferté                 | 1               | Team Sauber Mercedes Mercedes-Benz C11 (C2) Schlesser - Mass - Ferté                 | 1               | Team Sauber Mercedes Mercedes-Benz C11 (C2) Schlesser - Mass - Ferté                 |
| 2    | 57                 | Konrad Motorsport / Joest Racing Porsche 962C (C2) Krages - Schneider - Pescarolo    | 32             | Team Sauber Mercedes Mercedes-Benz C11 (C2) Palmer - Dickens - Thiim                 | 31              | Team Sauber Mercedes Mercedes-Benz C11 (C2) Wendlinger - Schumacher - Kreutzpointner | 55              | Mazdaspeed Mazda 787B (C2) Weidler - Herbert - Gachot                                |
| 3    | 17                 | Repsol Brun Motorsport Porsche 962C (C2) Larrauri - Pareja - Brun                    | 31             | Team Sauber Mercedes Mercedes-Benz C11 (C2) Wendlinger - Schumacher - Kreutzpointner | 55              | Mazdaspeed Mazda 787B (C2) Weidler - Herbert - Gachot                                | 35              | Silk Cut Jaguar / Tom Walkinshaw Racing Jaguar XJR-12 (C2) Jones - Boesel - Ferté    |
| 4    | 31                 | Team Sauber Mercedes Mercedes-Benz C11 (C2) Wendlinger - Schumacher - Kreutzpointner | 55             | Mazdaspeed Mazda 787B (C2) Weidler - Herbert - Gachot                                | 35              | Silk Cut Jaguar / Tom Walkinshaw Racing Jaguar XJR-12 (C2) Jones - Boesel - Ferté    | 34              | Silk Cut Jaguar / Tom Walkinshaw Racing Jaguar XJR-12 (C2) Wollek - Fabi - Acheson   |
| 5    | 1                  | Team Sauber Mercedes Mercedes-Benz C11 (C2) Schlesser - Mass - Ferté                 | 57             | Konrad Motorsport / Joest Racing Porsche 962C (C2) Krages - Schneider - Pescarolo    | 34              | Silk Cut Jaguar / Tom Walkinshaw Racing Jaguar XJR-12 (C2) Wollek - Fabi - Acheson   | 31              | Team Sauber Mercedes Mercedes-Benz C11 (C2) Wendlinger - Schumacher - Kreutzpointner |

### Classement final de la course

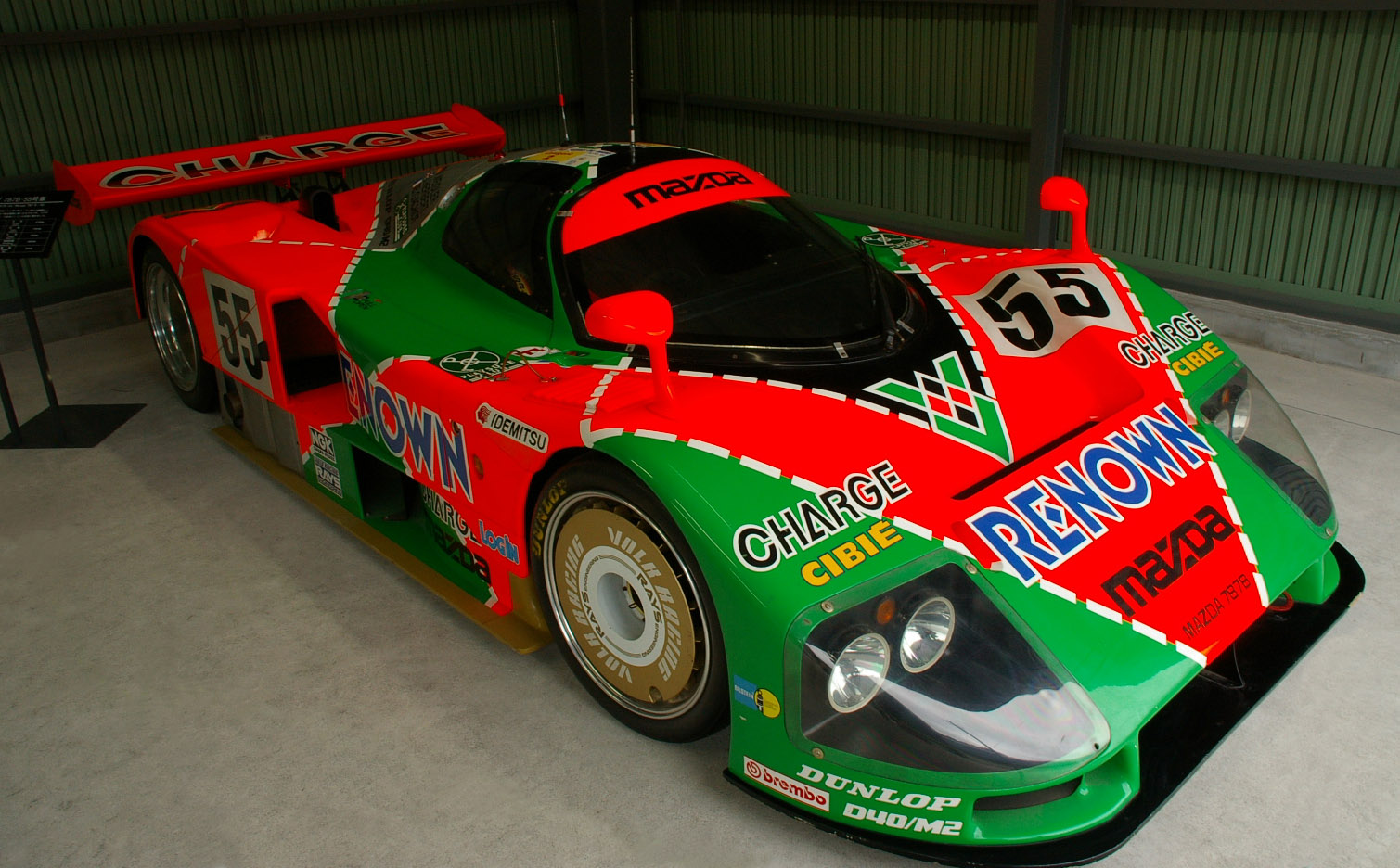
La Mazda 787B, victorieuse de l'édition 1991 des 24 Heures du Mans.

Voici le classement officiel au terme des 24 heures de course,.
- Les vainqueurs de chaque catégorie sont signalés par un fond jauni.
- Pour la colonne « Pneus », il faut passer le curseur au-dessus du modèle pour connaître le manufacturier de pneumatiques.
- Les voitures ne réussissant pas à parcourir 70 % de la distance du gagnant sont non classées (N. c.).

| Pos   | Catégorie | no | Écurie                                                       | Pilotes                                                              | Châssis                              | Pneus | Tours | Temps                                  |
| Pos   | Catégorie | no | Écurie                                                       | Pilotes                                                              | Moteur                               | Pneus | Tours | Temps                                  |
| ----- | --------- | -- | ------------------------------------------------------------ | -------------------------------------------------------------------- | ------------------------------------ | ----- | ----- | -------------------------------------- |
| 1     | C2        | 55 | Mazdaspeed                                                   | Volker Weidler Johnny Herbert Bertrand Gachot                        | Mazda 787B                           | D     | 362   | 23 h 58 min 35 s 912                   |
| 1     | C2        | 55 | Mazdaspeed                                                   | Volker Weidler Johnny Herbert Bertrand Gachot                        | Mazda R26B 2.6L 4-Rotor              | D     | 362   | 23 h 58 min 35 s 912                   |
| 2     | C2        | 35 | Silk Cut Jaguar Tom Walkinshaw Racing                        | Davy Jones Raul Boesel Michel Ferté                                  | Jaguar XJR-12                        | G     | 360   | + 2 Tours                              |
| 2     | C2        | 35 | Silk Cut Jaguar Tom Walkinshaw Racing                        | Davy Jones Raul Boesel Michel Ferté                                  | Jaguar 7.4L V12 Atmo                 | G     | 360   | + 2 Tours                              |
| 3     | C2        | 34 | Silk Cut Jaguar Tom Walkinshaw Racing                        | Bob Wollek Teo Fabi Kenny Acheson                                    | Jaguar XJR-12                        | G     | 358   | + 4 Tours                              |
| 3     | C2        | 34 | Silk Cut Jaguar Tom Walkinshaw Racing                        | Bob Wollek Teo Fabi Kenny Acheson                                    | Jaguar 7.4L V12 Atmo                 | G     | 358   | + 4 Tours                              |
| 4     | C2        | 33 | Silk Cut Jaguar Tom Walkinshaw Racing                        | Derek Warwick John Nielsen Andy Wallace                              | Jaguar XJR-12                        | G     | 356   | + 6 Tours                              |
| 4     | C2        | 33 | Silk Cut Jaguar Tom Walkinshaw Racing                        | Derek Warwick John Nielsen Andy Wallace                              | Jaguar 7.4L V12 Atmo                 | G     | 356   | + 6 Tours                              |
| 5     | C2        | 31 | Team Sauber Mercedes                                         | Karl Wendlinger Michael Schumacher Fritz Kreutzpointner              | Mercedes-Benz C11                    | G     | 355   | + 7 Tours                              |
| 5     | C2        | 31 | Team Sauber Mercedes                                         | Karl Wendlinger Michael Schumacher Fritz Kreutzpointner              | Mercedes-Benz M119 5.0L V8 Turbo     | G     | 355   | + 7 Tours                              |
| 6     | C2        | 18 | Mazdaspeed                                                   | David Kennedy Stefan Johansson Maurizio Sandro Sala                  | Mazda 787B                           | D     | 355   | + 7 Tours                              |
| 6     | C2        | 18 | Mazdaspeed                                                   | David Kennedy Stefan Johansson Maurizio Sandro Sala                  | Mazda R26B 2.6L 4-Rotor              | D     | 355   | + 7 Tours                              |
| 7     | C2        | 58 | Konrad Motorsport Joest Racing                               | Hans-Joachim Stuck Derek Bell Frank Jelinski                         | Porsche 962C                         | G     | 347   | + 15 Tours                             |
| 7     | C2        | 58 | Konrad Motorsport Joest Racing                               | Hans-Joachim Stuck Derek Bell Frank Jelinski                         | Porsche Type-935 3.2L Flat-6 Turbo   | G     | 347   | + 15 Tours                             |
| 8     | C2        | 56 | Mazdaspeed                                                   | Pierre Dieudonné Takashi Yorino Yojiro Terada                        | Mazda 787                            | D     | 346   | + 16 Tours                             |
| 8     | C2        | 56 | Mazdaspeed                                                   | Pierre Dieudonné Takashi Yorino Yojiro Terada                        | Mazda R26B 2.6L 4-Rotor              | D     | 346   | + 16 Tours                             |
| 9     | C2        | 11 | Porsche Kremer Racing                                        | Manuel Reuter Harri Toivonen JJ Lehto                                | Porsche 962CK6                       | Y     | 343   | + 19 Tours                             |
| 9     | C2        | 11 | Porsche Kremer Racing                                        | Manuel Reuter Harri Toivonen JJ Lehto                                | Porsche Type-935 3.2L Flat-6 Turbo   | Y     | 343   | + 19 Tours                             |
| 10    | C2        | 17 | Repsol Brun Motorsport                                       | Oscar Larrauri Jésus Pareja Walter Brun                              | Porsche 962C                         | Y     | 338   | + 24 Tours                             |
| 10    | C2        | 17 | Repsol Brun Motorsport                                       | Oscar Larrauri Jésus Pareja Walter Brun                              | Porsche Type-935 3.2L Flat-6 Turbo   | Y     | 338   | + 24 Tours                             |
| 11    | C2        | 12 | Courage Compétition                                          | François Migault Lionel Robert Jean-Daniel Raulet                    | Cougar C26S                          | G     | 331   | + 31 Tours                             |
| 11    | C2        | 12 | Courage Compétition                                          | François Migault Lionel Robert Jean-Daniel Raulet                    | Porsche Type-935 3.0L Flat-6 Turbo   | G     | 331   | + 31 Tours                             |
| 12    | C1        | 41 | Euro Racing Team Fedco                                       | Kiyoshi Misaki (en) Hisashi Yokoshima (en) Naoki Nagasaka            | Spice SE90C                          | G     | 326   | + 36 Tours                             |
| 12    | C1        | 41 | Euro Racing Team Fedco                                       | Kiyoshi Misaki (en) Hisashi Yokoshima (en) Naoki Nagasaka            | Ford Cosworth DFZ 3.5L V8 Atmo       | G     | 326   | + 36 Tours                             |
| N. c. | C2        | 53 | Team Salamin Primagaz Team Schuppan                          | Hurley Haywood James Weaver Wayne Taylor                             | Porsche 962C                         | D     | 316   | + 46 Tours                             |
| N. c. | C2        | 53 | Team Salamin Primagaz Team Schuppan                          | Hurley Haywood James Weaver Wayne Taylor                             | Porsche Type-935 3.0L Flat-6 Turbo   | D     | 316   | + 46 Tours                             |
| N. c. | C2        | 47 | Courage Compétition                                          | Michel Trollé Claude Bourbonnais Marco Brand (en)                    | Cougar C26S                          | G     | 293   | + 69 Tours                             |
| N. c. | C2        | 47 | Courage Compétition                                          | Michel Trollé Claude Bourbonnais Marco Brand (en)                    | Porsche Type-935 3.0L Flat-6 Turbo   | G     | 293   | + 69 Tours                             |
| N. c. | C1        | 43 | Euro Racing PC Automotive                                    | Richard Piper Olindo Iacobelli Jean-Louis Ricci                      | Spice SE89C                          | G     | 280   | + 69 Tours                             |
| N. c. | C1        | 43 | Euro Racing PC Automotive                                    | Richard Piper Olindo Iacobelli Jean-Louis Ricci                      | Ford Cosworth DFZ 3.5L V8 Atmo       | G     | 280   | + 69 Tours                             |
| N. c. | C2        | 15 | Veneto Equipe                                                | Luigi Giorgio Almo Coppelli                                          | Lancia LC2                           | D     | 111   | + 82 Tours                             |
| N. c. | C2        | 15 | Veneto Equipe                                                | Luigi Giorgio Almo Coppelli                                          | Ferrari 308C 3.0L V8 Turbo           | D     | 111   | + 82 Tours                             |
| Abd.  | C2        | 1  | Team Sauber Mercedes                                         | Jean-Louis Schlesser Jochen Mass Alain Ferté                         | Mercedes-Benz C11                    | G     | 319   | Moteur                                 |
| Abd.  | C2        | 1  | Team Sauber Mercedes                                         | Jean-Louis Schlesser Jochen Mass Alain Ferté                         | Mercedes-Benz M119 5.0L Turbo V8     | G     | 319   | Moteur                                 |
| Abd.  | C2        | 49 | Courage Compétition Trust Racing Team                        | Steven Andskär George Fouché                                         | Porsche 962C                         | D     | 316   | Boite de vitesses                      |
| Abd.  | C2        | 49 | Courage Compétition Trust Racing Team                        | Steven Andskär George Fouché                                         | Porsche Type-935 3.2L Flat-6 Turbo   | D     | 316   | Boite de vitesses                      |
| Abd.  | C2        | 51 | Team Salamin Primagaz Obermaier Racing                       | Jürgen Lässig Pierre Yver Otto Altenbach                             | Porsche 962C                         | G     | 232   | Suspension                             |
| Abd.  | C2        | 51 | Team Salamin Primagaz Obermaier Racing                       | Jürgen Lässig Pierre Yver Otto Altenbach                             | Porsche Type-935 3.2L Flat-6 Turbo   | G     | 232   | Suspension                             |
| Abd.  | C2        | 32 | Team Sauber Mercedes                                         | Jonathan Palmer Stanley Dickens Kurt Thiim                           | Mercedes-Benz C11                    | G     | 223   | Moteur                                 |
| Abd.  | C2        | 32 | Team Sauber Mercedes                                         | Jonathan Palmer Stanley Dickens Kurt Thiim                           | Mercedes-Benz M119 5.0L V8 Turbo     | G     | 223   | Moteur                                 |
| Abd.  | C2        | 52 | Team Salamin Primagaz Team Schuppan                          | Eje Elgh Roland Ratzenberger Will Hoy                                | Porsche 962C                         | D     | 202   | Joint de culasse                       |
| Abd.  | C2        | 52 | Team Salamin Primagaz Team Schuppan                          | Eje Elgh Roland Ratzenberger Will Hoy                                | Porsche Type-935 3.0L Flat-6 Turbo   | D     | 202   | Joint de culasse                       |
| Abd.  | C2        | 57 | Konrad Motorsport Joest Racing                               | Louis Krages Bernd Schneider Henri Pescarolo                         | Porsche 962C                         | G     | 197   | Surchauffe                             |
| Abd.  | C2        | 57 | Konrad Motorsport Joest Racing                               | Louis Krages Bernd Schneider Henri Pescarolo                         | Porsche Type-935 3.2L Flat-6 Turbo   | G     | 197   | Surchauffe                             |
| Abd.  | C2        | 36 | TWR Suntec Jaguar                                            | David Leslie Mauro Martini Jeff Krosnoff                             | Jaguar XJR-12                        | G     | 183   | Arbre d'entrée de la boite de vitesses |
| Abd.  | C2        | 36 | TWR Suntec Jaguar                                            | David Leslie Mauro Martini Jeff Krosnoff                             | Jaguar 7.4L V12 Atmo                 | G     | 183   | Arbre d'entrée de la boite de vitesses |
| Abd.  | C1        | 39 | Graff Racing Automobiles Louis Descartes                     | Jean-Philippe Grand Michel Maisonneuve Xavier Lapeyre                | Spice SE89C                          | G     | 163   | Moteur                                 |
| Abd.  | C1        | 39 | Graff Racing Automobiles Louis Descartes                     | Jean-Philippe Grand Michel Maisonneuve Xavier Lapeyre                | Ford Cosworth DFZ 3.5L V8 Atmo       | G     | 163   | Moteur                                 |
| Abd.  | C2        | 16 | Repsol Brun Motorsport                                       | Harald Huysman Robbie Stirling (en) Bernard Santal                   | Porsche 962C                         | Y     | 138   | Joint de culasse                       |
| Abd.  | C2        | 16 | Repsol Brun Motorsport                                       | Harald Huysman Robbie Stirling (en) Bernard Santal                   | Porsche Type-935 3.2L Flat-6 Turbo   | Y     | 138   | Joint de culasse                       |
| Abd.  | C2        | 45 | Euro Racing Chamberlain Engineering                          | Nick Adams Robin Donovan Richard Jones (en)                          | Spice SE89C                          | G     | 128   | Problèmes électriques                  |
| Abd.  | C2        | 45 | Euro Racing Chamberlain Engineering                          | Nick Adams Robin Donovan Richard Jones (en)                          | Ford Cosworth DFZ 3.5L V8 Atmo       | G     | 128   | Problèmes électriques                  |
| Abd.  | C2        | 14 | Team Salamin Primagaz                                        | Antoine Salamin Max Cohen-Olivar Marcel Tarrès                       | Porsche 962C                         | G     | 101   | Surchauffe                             |
| Abd.  | C2        | 14 | Team Salamin Primagaz                                        | Antoine Salamin Max Cohen-Olivar Marcel Tarrès                       | Porsche Type-935 3.2L Flat-6 Turbo   | G     | 101   | Surchauffe                             |
| Abd.  | C2        | 21 | Konrad Motorsport                                            | Franz Konrad Anthony Reid Pierre-Alain Lombardi                      | Porsche 962C                         | Y     | 98    | Moteur                                 |
| Abd.  | C2        | 21 | Konrad Motorsport                                            | Franz Konrad Anthony Reid Pierre-Alain Lombardi                      | Porsche Type-935 3.2L Flat-6 Turbo   | Y     | 98    | Moteur                                 |
| Abd.  | C2        | 50 | Courage Compétition Alméras Freres                           | Jacques Alméras Jean-Marie Alméras Pierre de Thoisy                  | Porsche 962C                         | G     | 86    | Accident                               |
| Abd.  | C2        | 50 | Courage Compétition Alméras Freres                           | Jacques Alméras Jean-Marie Alméras Pierre de Thoisy                  | Porsche Type-935 3.0L Turbo Flat-6   | G     | 86    | Accident                               |
| Abd.  | C1        | 44 | Euro Racing Chamberlain Engineering                          | John Sheldon Ferdinand de Lesseps Charles Rickett (en)               | Spice SE89C                          | G     | 85    | Problèmes électriques                  |
| Abd.  | C1        | 44 | Euro Racing Chamberlain Engineering                          | John Sheldon Ferdinand de Lesseps Charles Rickett (en)               | Ford Cosworth DFZ 3.5L V8 Atmo       | G     | 85    | Problèmes électriques                  |
| Abd.  | C1        | 8  | Euro Racing                                                  | Cor Euser Charles Zwolsman Tim Harvey (en)                           | Spice SE90C                          | G     | 72    | Moteur                                 |
| Abd.  | C1        | 8  | Euro Racing                                                  | Cor Euser Charles Zwolsman Tim Harvey (en)                           | Ford Cosworth DFZ 3.5L V8 Atmo       | G     | 72    | Moteur                                 |
| Abd.  | C1        | 6  | Peugeot Talbot Sport                                         | Keke Rosberg Yannick Dalmas Pierre-Henri Raphanel                    | Peugeot 905                          | M     | 68    | Tringlerie de boite de vitesses        |
| Abd.  | C1        | 6  | Peugeot Talbot Sport                                         | Keke Rosberg Yannick Dalmas Pierre-Henri Raphanel                    | Peugeot SA35 3.5L V10 Atmo           | M     | 68    | Tringlerie de boite de vitesses        |
| Abd.  | C1        | 40 | Euro Racing A.O. Racing                                      | Lyn St. James Desiré Wilson Cathy Muller                             | Spice SE90C                          | D     | 47    | Accident                               |
| Abd.  | C1        | 40 | Euro Racing A.O. Racing                                      | Lyn St. James Desiré Wilson Cathy Muller                             | Ford Cosworth DFZ 3.5L V8 Atmo       | D     | 47    | Accident                               |
| Abd.  | C2        | 13 | Courage Compétition                                          | Johnny Dumfries Anders Olofsson Thomas Danielsson (en)               | Cougar C26S                          | G     | 45    | Moteur                                 |
| Abd.  | C2        | 13 | Courage Compétition                                          | Johnny Dumfries Anders Olofsson Thomas Danielsson (en)               | Porsche Type-935 3.0L Flat-6 Turbo   | G     | 45    | Moteur                                 |
| Abd.  | C1        | 37 | Automobiles Louis Descartes Racing Organization Course (ROC) | Bernard Thuner Pascal Fabre                                          | ROC 002                              | G     | 38    | Arbre de transmission                  |
| Abd.  | C1        | 37 | Automobiles Louis Descartes Racing Organization Course (ROC) | Bernard Thuner Pascal Fabre                                          | Ford Cosworth DFR 3.5L V8 Atmo       | G     | 38    | Arbre de transmission                  |
| Abd.  | C1        | 5  | Peugeot Talbot Sport                                         | Mauro Baldi Philippe Alliot Jean-Pierre Jabouille                    | Peugeot 905                          | M     | 22    | Moteur                                 |
| Abd.  | C1        | 5  | Peugeot Talbot Sport                                         | Mauro Baldi Philippe Alliot Jean-Pierre Jabouille                    | Peugeot SA35 3.5L V10 Atmo           | M     | 22    | Moteur                                 |
| Abd.  | C2        | 46 | Porsche Kremer Racing                                        | Tomas Lopez Gregor Foitek Tiff Needell                               | Porsche 962CK6                       | Y     | 18    | Accident                               |
| Abd.  | C2        | 46 | Porsche Kremer Racing                                        | Tomas Lopez Gregor Foitek Tiff Needell                               | Porsche Type-935 3.2L Flat-6 Turbo   | Y     | 18    | Accident                               |
| Abd.  | C1        | 7  | Automobiles Louis Descartes                                  | Philippe de Henning Luigi Taverna Patrick Gonin                      | ALD C91                              | G     | 16    | Boite de vitesses                      |
| Abd.  | C1        | 7  | Automobiles Louis Descartes                                  | Philippe de Henning Luigi Taverna Patrick Gonin                      | Ford Cosworth DFR 3.5L V8 Atmo       | G     | 16    | Boite de vitesses                      |
| N. p. | C2        | 59 | Konrad Motorsport Joest Racing                               | Franz Konrad Jürgen Barth                                            | Porsche 962C                         | G     | -     | Retiré                                 |
| N. p. | C2        | 59 | Konrad Motorsport Joest Racing                               | Franz Konrad Jürgen Barth                                            | Porsche Type-935 3.0L Flat-6 Turbo   | G     | -     | Retiré                                 |
| N. p. | C1        | 4  | Silk Cut Jaguar Tom Walkinshaw Racing                        | Teo Fabi Kenny Acheson Andy Wallace                                  | Jaguar XJR-14                        | G     | -     | Retiré                                 |
| N. p. | C1        | 4  | Silk Cut Jaguar Tom Walkinshaw Racing                        | Teo Fabi Kenny Acheson Andy Wallace                                  | Jaguar Cosworth HB 3.5L V8 Atmo      | G     | -     | Retiré                                 |
| Ex.   | C2        | 48 | Courage Compétition                                          | Chris Hodgetts Andrew Hepworth Thierry Lacerf                        | Cougar C24S                          | G     | -     | Poids non réglementaire                |
| Ex.   | C2        | 48 | Courage Compétition                                          | Chris Hodgetts Andrew Hepworth Thierry Lacerf                        | Porsche Type-935 3.0L Flat-6 Turbo   | G     | -     | Poids non réglementaire                |
| N. q. | C1        | 2  | Team Sauber Mercedes                                         | Karl Wendlinger Michael Schumacher Fritz Kreutzpointner              | Mercedes-Benz C291                   | G     |       |                                        |
| N. q. | C1        | 2  | Team Sauber Mercedes                                         | Karl Wendlinger Michael Schumacher Fritz Kreutzpointner              | Mercedes-Benz M291 3.5L Flat-12 Atmo | G     |       |                                        |
| N. q. | C2        | 42 | Euro Racing                                                  | Derek Bell Syunji Kasuya (en)                                        | Spice SE88P                          | G     |       |                                        |
| N. q. | C2        | 42 | Euro Racing                                                  | Derek Bell Syunji Kasuya (en)                                        | Ferrari 308C 3.5L V8 Turbo           | G     |       |                                        |
| N. q. | C2        | 54 | Team Salamin Primagaz Team Davey                             | Katsunori Iketani (en) Mercedes Stermitz (de) Valentino Musetti (en) | Porsche 962C                         | D     |       |                                        |
| N. q. | C2        | 54 | Team Salamin Primagaz Team Davey                             | Katsunori Iketani (en) Mercedes Stermitz (de) Valentino Musetti (en) | Porsche Type-935 3.2L Flat-6 Turbo   | D     |       |                                        |

Détail :
- La no 53 Porsche 962C, la no 43 Spice SE89, la no 15 Lancia LC2 et la no 47 Cougar C26S n'ont pas été classées pour distance insuffisante (moins de 70 % de la distance parcourue par le 1er).

## Pole position et record du tour
- Pole position :  Jean-Louis Schlesser sur no 1 Mercedes C11 - Team Sauber Mercedes en 3 min 31 s 250.
- Meilleur tour en course :  Michael Schumacher sur no 31 Mercedes C11 - Team Sauber Mercedes  en 3 min 35 s 564.

## Tours en tête

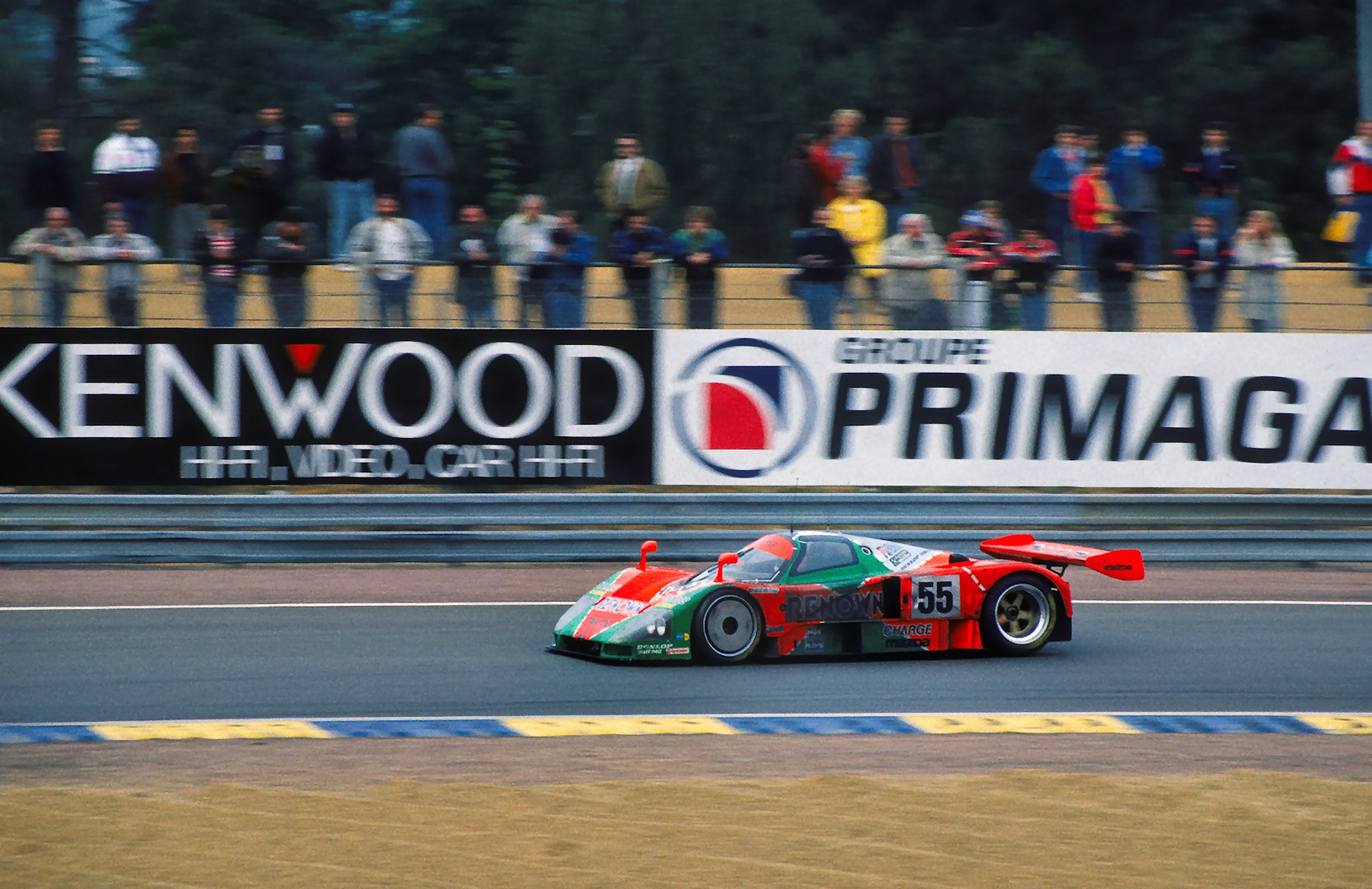
24 Heures du Mans 1991, Mazda 787B.

- no 5 Peugeot 905 - Peugeot Talbot Sport : 11 tours (1-11)
- no 32 Sauber Mercedes C11 - Team Sauber-Mercedes : 17 tours (12 / 23-25 / 27-38 / 76)
- no 17 Porsche 962C - Repsol-Brun Motorsport : 2 tours (13-14)
- no 57 Porsche 962C - Konrad Motorsport-Joest Racing : 14 tours (15-19 / 26 / 39 / 51-55 / 65-66)
- no 58 Porsche 962C - Konrad Motorsport-Joest Racing : 11 tours (20-22 / 44-47 / 56-59)
- no 33 Jaguar XJR-12 - Silk Cut-Jaguar : 2 tours (48-49)
- no 31 Sauber Mercedes C11 - Team Sauber-Mercedes : 2 tours (50 / 63)
- no 1 Sauber Mercedes C11 - Team Sauber-Mercedes : 255 tours (60-62 / 67-75 / 77-319)
- no 55 Mazda 787B - Mazdaspeed : 44 tours (64 / 320-362)

## À noter
- Longueur du circuit : 13,600 km
- Distance parcourue : 4 922,810 km
- Vitesse moyenne : 205,330 km/h
- Écart avec le 2e : 27,200 km

Après avoir franchi la ligne d'arrivée en vainqueur, Johnny Herbert, victime d'une sévère déshydratation et perclus de crampes, est victime d'un malaise ; il sera conduit à l'infirmerie et ne sera pas capable de rejoindre ses équipiers sur le podium,.
L'utilisation de moteurs Wankel, technologie utilisée par l'équipe vainqueur de l'épreuve, ne sera plus autorisée à la fin de la saison car la réglementation pour l'année 1992 ne permettra plus l'engagement de moteurs autres que des moteurs atmosphériques de 3.5 litres de cylindrée à pistons alternatifs (comme en Formule 1). Elle avait déjà bénéficié d'un sursis pour la saison 1991.